# Вероника весенняя
Веро́ника весе́нняя (лат. Veronica verna) — однолетнее или двулетнее травянистое растение, вид рода Вероника (Veronica) семейства Подорожниковые (Plantaginaceae).

## Ботаническое описание
Стебли высотой 5—15 (до 30) см, прямостоячие, без пазушных бесплодных побегов, оттопыренно волосистые, иногда железистые, простые или ветвистые, облиственные.
Нижние листья на коротких черешках, яйцевидные, городчатые или же почти цельнокрайные, рано опадающие. Средние стеблевые листья сидячие, перистораздельные с 5—7 лопастями, с линейными или удлинённо продолговатыми, тупыми долями, с более крупной конечной долей, при основании клиновидные, длиной 5—12 мм, шириной 4—7 мм, крупно тупозубчатые. Верхушечные — цельные, ланцетно-линейные, постепенно переходят в трехраздельные с линейными долями цельнокрайные прицветники.
Цветки в количестве 20—30, в удлинённых верхушечных и боковых многоцветковых густых колосовидных кистях, позднее удлиняющихся и более рыхлых. Цветоножки обычно короче прицветников и немного короче чашечки. Чашечка с четырьмя линейно-ланцетными об одной жилке долями, в 2—3 раза длиннее коробочки; доли чашечки иногда попарно неравные, почти равны венчику. Венчик диаметром 1,8—3 мм, в два раза меньше чашечки, розовато-голубой или бледно-голубой, с синими полосками.
Коробочка длиной 3 мм, шириной 4 мм, плоская, широкообратносердцевидная, с 15 семенами, с округлыми лопастями, обычно при основании клиновидная, с неглубокой тупой выемкой, равной четверти коробочки. Семена длиной около 1 мм, яйцевидные или округлые, плоско-выпуклые, желтоватые, по 4—6 (до 10) в гнезде.

## Распространение и экология
Западная Европа: почти все страны, отсутствует в Португалии, почти во всей Великобритании и Ирландии, в северной половине Фенноскандии; территория бывшего СССР: Европейская часть, кроме севера, северо-востока и ряда восточных районов, на севере достигает 64° северной широты в Карелии, а также Онежской губы, Шенкурска, верховьев Вычегды, Крым (редко), Кавказ, на юге Западной Сибири — отдельные местонахождения в бассейне Ишима, верховьях Иртыша, на юге Казахстана и в Средней Азии — большинство горных районов (Джунгарский Алатау, Тянь-Шань, Памиро-Алай, Копетдаг); Азия: северная часть Турции, Иран (Гиляи, Хорасан), Афганистан, Индия (Гималаи), Китай (Джунгария, Кашгария).
Произрастает на сухих лугах, по каменистым склонам, по песчано-галечниковым террасам, на сорных местах, в Средней Азии — в эфемерных группировках. В горах встречается в разнотравных степях на высотах до 2000 м над уровнем моря.

## Классификация

### Таксономия
- Veronica verna L., 1753, Sp. Pl. : 14

Вид Вероника весенняя включается в род Вероника (Veronica) семейства Подорожниковые (Plantaginaceae) порядка Ясноткоцветные (Lamiales) клады Ламииды, последовательно входящей в более крупные клады Астериды → Суперастериды → Эвдикоты → Цветковые растения. Таксономическая схема в соответствии с Системой APG IV по состоянию на июнь 2024 года:
|  |                          |  |                                   |                                   |                          |  | еще 23 семейства | еще 23 семейства |                       |  |  |  | еще 507 подтвержденных видов и 147 видов, ожидающих подтверждения |
|  |                          |  |                                   |                                   |                          |  | еще 23 семейства | еще 23 семейства |                       |  |  |  | еще 507 подтвержденных видов и 147 видов, ожидающих подтверждения |
|  |                          |  |                                   | порядок Ясноткоцветные            |                          |  |                  |                  | род Вероника          |  |  |  |                                                                   |
|  |                          |  |                                   | порядок Ясноткоцветные            |                          |  |                  |                  | род Вероника          |  |  |  |                                                                   |
|  | клада Цветковые растения |  |                                   |                                   | семейство Подорожниковые |  |                  |                  | вид Вероника весенняя |  |  |  |                                                                   |
|  | клада Цветковые растения |  |                                   |                                   | семейство Подорожниковые |  |                  |                  |                       |  |  |  |                                                                   |
|  |                          |  | ещё 63 порядка цветковых растений | ещё 63 порядка цветковых растений |                          |  |                  | еще 106 родов    | еще 106 родов         |  |  |  |                                                                   |
|  |                          |  |                                   | ещё 63 порядка цветковых растений |                          |  |                  |                  | еще 106 родов         |  |  |  |                                                                   |

### Синонимы
- Agerella verna (L.) Fourr.
- Cardia verna (L.) Dulac
- Veronica arvensis subsp. bellardii (All.) Arcang.
- Veronica bellardii All.
- Veronica bernettii A.F.Schwarz
- Veronica brevistyla Moris
- Veronica campestris Schmalh.
- Veronica chamaepitys Pers.
- Veronica linearifolia Vis.
- Veronica palmatiloba Miégev.
- Veronica pinnatifida Lam.
- Veronica procerior C.Presl ex Schult. & Schult.f.
- Veronica succulenta All.
- Veronica trifida Gilib.
- Veronica verna prol. succulenta (All.) Rouy
- Veronica verna subsp. brevistyla (Moris) Rouy
- Veronica verna var. caespitosa Vayr.
- Veronica verna var. gracilis Schltdl.
- Veronica verna var. integrifolia Pančić
- Veronica verna var. multicaulis Schltdl.
- Veronica verna var. pusilla Klett & Richt.
- Veronica verna var. revelieri Briq.
- Veronica verna var. succulenta Klett & Richt.
- Veronica verna var. virgata Schltdl.